# Mufushan (sockenhuvudort i Kina, Jiangsu Sheng, lat 32,11, long 118,77)
Mufushan (kinesiska: 幕府山街道) är en sockenhuvudort i Kina. Den ligger i provinsen Jiangsu, i den östra delen av landet, nära eller i provinshuvudstaden Nanjing. Antalet invånare är 43 980. Befolkningen består av 21 285 kvinnor och 22 695 män. Barn under 15 år utgör 10,0 %, vuxna 15-64 år 81 %, och äldre över 65 år 7,0 %.
Runt Mufushan är det mycket tätbefolkat, med 1 956 invånare per kvadratkilometer. Närmaste större samhälle är Nanjing, 5,9 km söder om Mufushan. Runt Mufushan är det i huvudsak tätbebyggt.
Genomsnittlig årsnederbörd är 1 291 millimeter. Den regnigaste månaden är juli, med i genomsnitt 289 mm nederbörd, och den torraste är december, med 32 mm nederbörd.